# Horní Stakory
Horní Stakory jsou vesnice v okrese Mladá Boleslav, je součástí města Kosmonosy. Nachází se 2,8 kilometru východně od Kosmonos. Horní Stakory jsou také název katastrálního území.

## Historie
První písemná zmínka o vesnici pochází z roku 1325.

## Pamětihodnosti
- Kostel sv. Havla, secesní, navržený roku 1905 architektem Aloisem Čenským
- Dřevěná zvonice, čtyřboká, z doby okolo roku 1700
- Socha sv. Jana Nepomuckého, z roku 1746
- Sýpka čp. 21
- Přírodní rezervace Vrch Baba u Kosmonos